# Парк имени 1 Мая (Ростов-на-Дону)
Парк имени 1 мая — парк культуры и отдыха в Кировском районе Ростова-на-Дону. Обладает статусом памятника истории и культуры федерального значения. Располагается на территории бывшей Крепости Святого Дмитрия Ростовского. Парк имени 1 мая сохранил свою историческую планировку и в некоторой степени озеленение так, как это было организовано во второй половине XIX века. В связи с расположением на территории парка подземных сооружений, парк также является памятником археологии.

## История
Территория, на которой раньше была Крепость Святого Дмитрия Ростовского, в 1855 году стала собственностью Летнего Коммерческого Клуба. По заказу собственников, архитектором Петерсом из Санкт-Петербурга был разработан проект для обустройства сада. Во время проведения работ, строителями были обнаружены казематные помещения и подземные туннели. Это было учтено архитектором Петерсом — при составлении плана, все массивные строения он расположил на участках, свободных от подземных сооружений. Таким образом, над подземными туннелями расположились садовые аллеи, а над двухъярусным подземным помещением построили фонтан. Главная аллея парка проходила диагональной линией от современной ротонды к цветнику. На территории нового сада организовали спортивные площадки. Была создана оранжерея и посажена аллея липовых деревьев.
В 1901 году здесь же была построена ротонда с 6 колоннами в неоклассическом стиле с использованием старинного крепостного кирпича. Архитектором стал Николай Александрович Дорошенко. Под фундаментом ротонды находилось подземное помещение. В 1912—1913 годах в западной части сада появилось кирпичное трехэтажное здание в стиле модерн по проекту архитектора Г. Гелата. Это было здание Летнего Коммерческого клуба, а из его окон открывался вид на ротонду с фонтаном.
В начале XX века этот сад, позже ставший известный как парк имени 1 мая, был любимым местом встреч жителей Ростова-на-Дону и Нахичевани-на-Дону. В летнюю пору здесь играл оркестр, устраивались спектакли и концерты, для выступлений приглашались знаменитые гастролеры. В оранжереях росли пальмы, а освещение создавалось при помощи собственной подстанции. Среди посетителей были влиятельные люди города, купцы, местная элита.
Раньше у парка была ограда, теперь она нуждается в восстановлении. В 1920-х годах в парке все еще сохранялись садово-парковые композиции с заложенными в них геометрическими узорами. В парке был цветочный календарь, который регулярно обновлялся. В 1970-х годах проводились цветочные выставки. В 1986 году из-за пожара пострадала оранжерея, на ее месте впоследствии сделали автостоянку.
На территории парка есть липовая аллея, возраст которой составляет более 120 лет. В 2000 году была посажена новая аллея из 55 саженцев липы. К маю 2005 года прибавилось еще 5 деревьев.
В октябре 2015 года появилась информация о том, что парк будет реконструирован при помощи привлеченных инвесторов.

## Описание

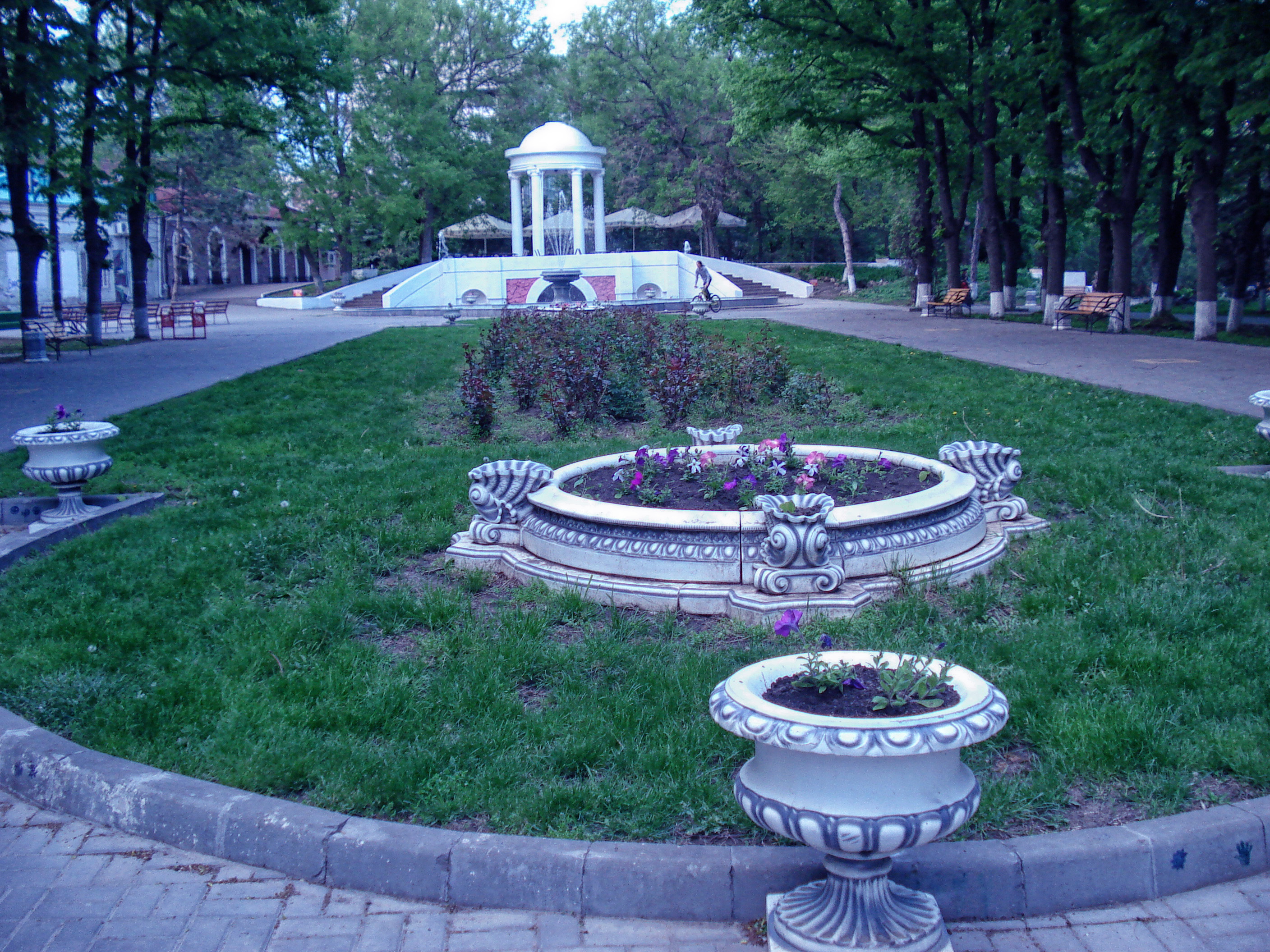
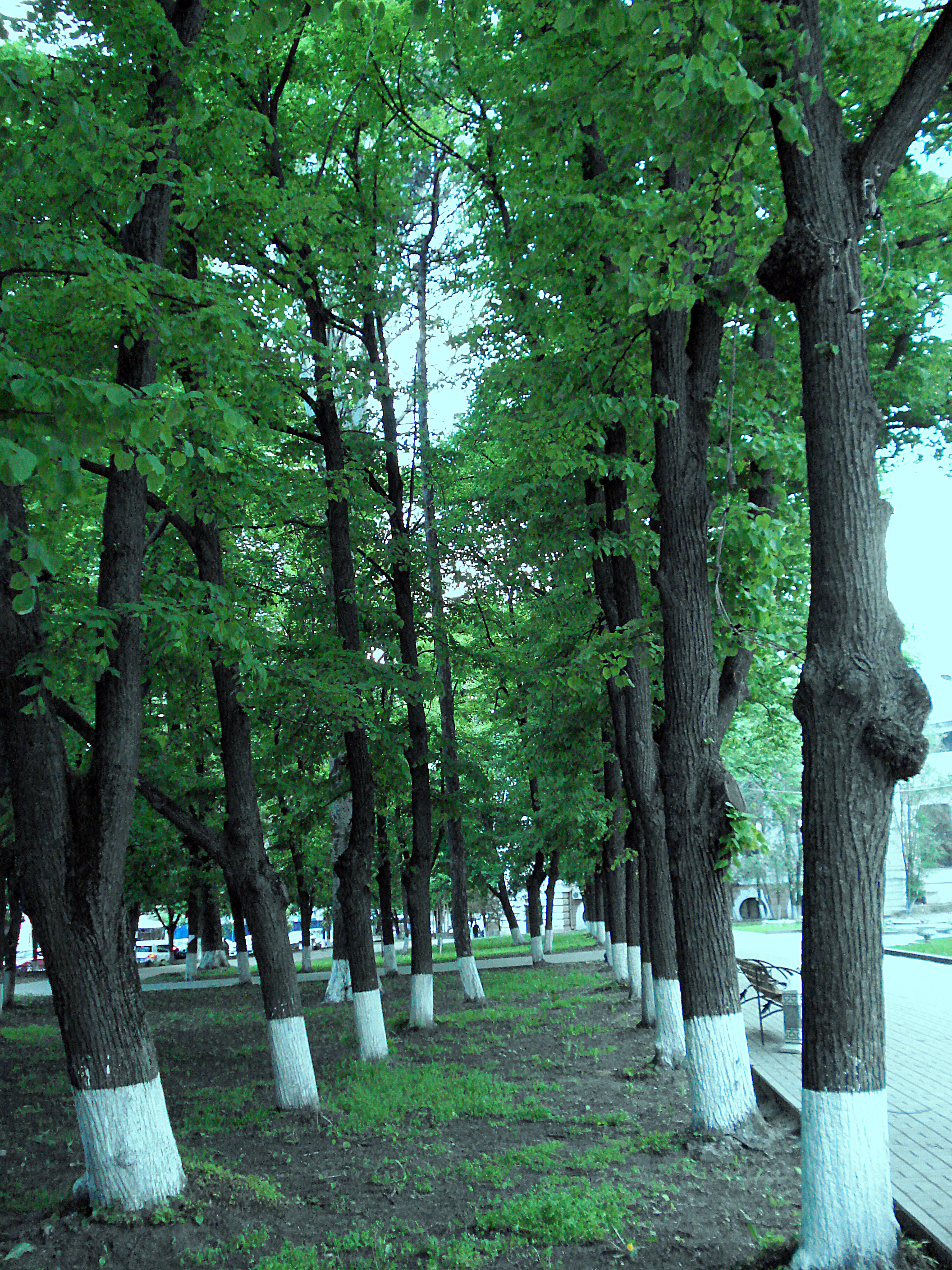
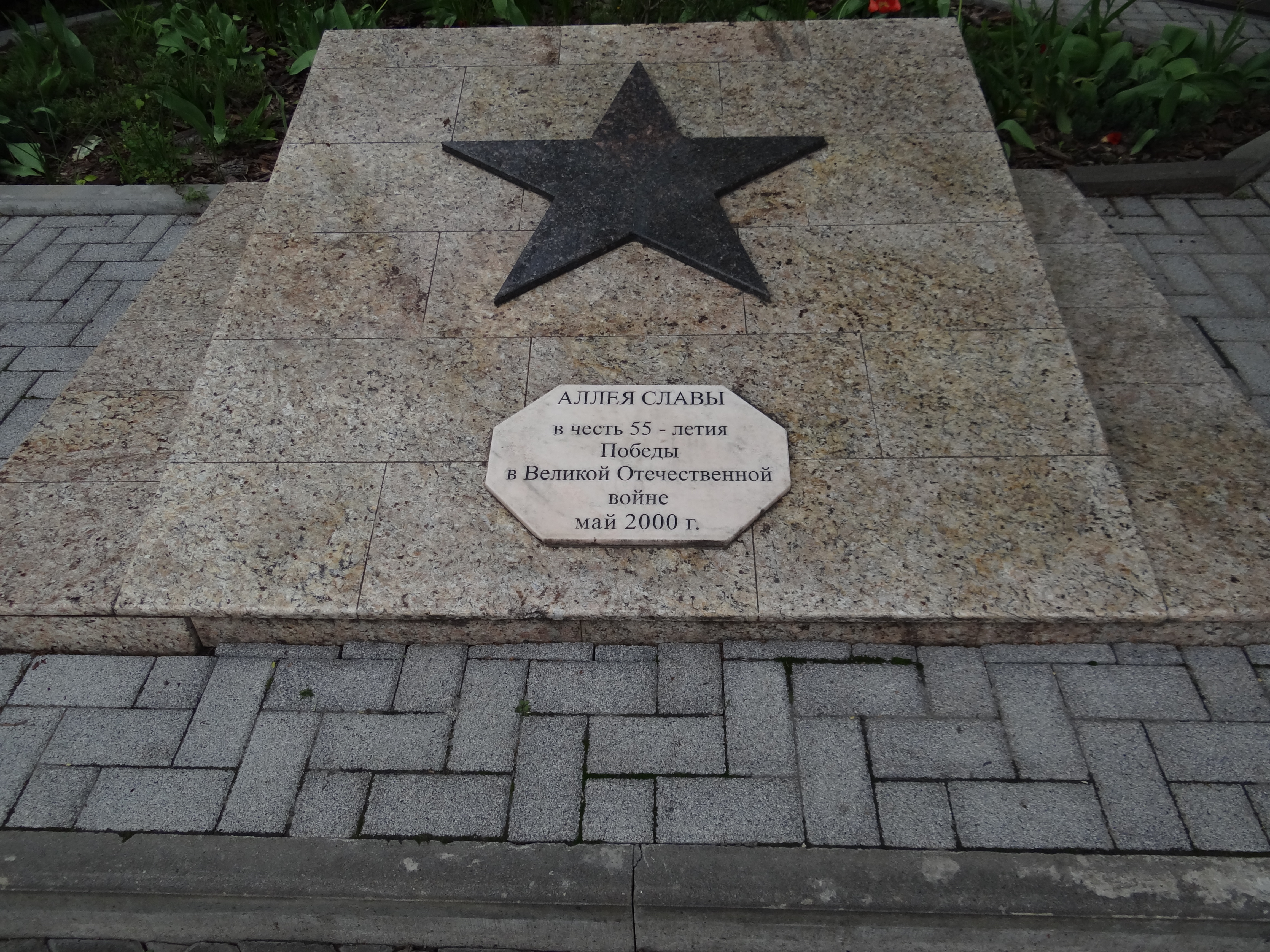
Знак на аллее славы